# Vonå
Vonå er en godt 6 km lang å der afvander Stadil Fjord og løber fra sydenden af denne mod syd til Ringkøbing Fjord, som den løber ud i i den nordøstlige ende, i vestenden af byen Ringkøbing. Ved starten af åen løber Hover Å ud fra øst og lidt længere mod syd løber Heager Å ud, ligeledes fra øst. Den er generelt 15-20 meter bred, men enkelte steder breder den sig ud i op til 50 meters bredde. Dybden varierer og er nogle steder over 3 meter, mens den andre steder ligger omkring 1 meter . Vonå har et afvandingsområde på ca. 475 km², og den tilfører Ringkøbing Fjord omkring 15% af dens vand .
Den nordlige del af åen er en del af Natura 2000-område nr. 66 Stadil Fjord og Vest Stadil Fjord, og i sydenden af området kan åen krydses via en cykel- og fodgængerbro Vonå Engbro; Her lå også den ældste bro over åen der blev bygget i 1814. I sydenden krydses åen af landevejen til Søndervig og Holmsland Klit; På dette sted var der færgefart over åen indtil 1860, hvor den første bro på dette sted blev bygget. I 2007 blev der bygget en omfartsvej med ny bro knap en kilometer nord for den gamle landevejsbro .